# 岳家军
岳家军是南宋名将岳飞所部，以战斗勇猛、纪律严明著称，軍號「凍死不拆屋，餓死不擄掠」，時人稱之為「岳家軍」。金國完顏兀朮長期與之作戰而經常失利，歎曰：“撼山易，撼岳家军难”。

## 军号沿革
宋高宗建炎元年（1127年）八月，岳飞任河北西路招抚司中军统制，所部兵力成为岳家军的最早来源。当年冬，岳飞投奔东京留守宗泽。建炎三年（1129年）六月，岳飞跟随东京留守杜充南下，改任江淮宣抚司右军统制。翌年（1130年）七月，岳飞任通泰镇抚使，所部改称通泰镇抚司军。绍兴元年（1131年）七月，改称神武右副军，半年之后又改称神武副军。绍兴三年（1133年）九月，改称神武后军。绍兴五年（1135年）十二月，又改称行营后护军。绍兴十一年（1141年）三月，复改称鄂州驻扎御前诸军，此后沿袭不变。

## 兵力编制
宋高宗建炎元年（1127年），岳飞任河北西路招抚司中军统制时，所部兵力不足千人。建炎四年（1130年），岳飞出任通泰镇抚使前，兵力已增至万余人。绍兴二年（1132年），岳飞击败叛将曹成之后，兵力增至二万三千人。绍兴四年（1134年），岳飞收复伪齐襄阳之后，兵力增至三万人。翌年（1135年），岳飞镇压湖贼杨么之后，兵力激增至十万人，朝廷同意将岳家军编制从十将扩充为三十将。此后兵力基本维持在十万左右，但编制不断分拆，绍兴九年（1139年）时增至八十四将。

## 軍隊整編

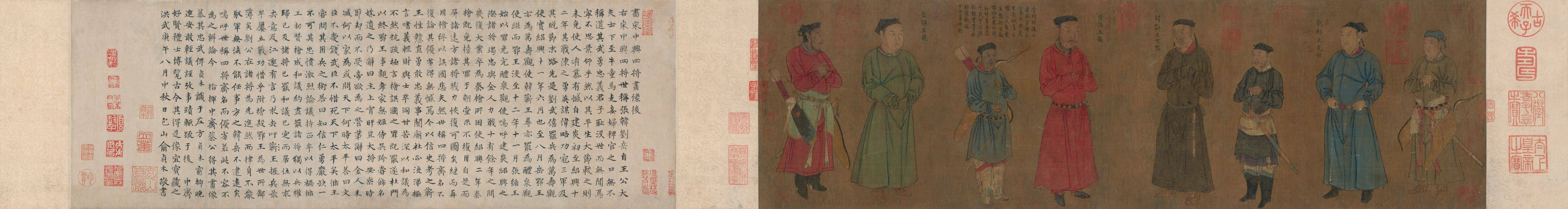
南宋劉松年所作「中興四將」圖（劉光世、韓世忠、張俊、岳飛全身立像）。岳飛為左起第二位。

紹興五年（1135年），金國左副元帥完顏宗輔去世，右副元帥完顏昌和元帥左監軍完顏宗弼成為最有軍權的將領。此時岳家軍的規模從三萬多人增加到十萬人左右，因為楊幺軍的壯丁六萬人大都編入岳家軍，再加上江南西路安撫司統制祁超、統領高道等部（約八千五百多人），和此後增撥的統領丘贇所部（近一千五百人）；荊湖南路安撫司統制任士安、郝晸、王俊、統領焦元等部（約一萬多人）；以及張浚都督府左軍統制杜湛因改任岳飛統轄的黃州武將知州所帶來之幾千蔡州兵。岳家軍以後直到岳飛被宋高宗和秦檜所害，也大體維持十萬左右之數量。十二月（西曆已到1136年），宋廷整編了全國軍隊，分為「三衙軍」和五大部「行營護軍」。「三衙軍」即「禁衛軍」，由殿前司、馬軍司、步軍司所轄部隊組成。五大部「行營護軍」中，（1）張俊一軍為「行營中護軍」，（2）韓世忠一軍為「行營前護軍」，（3）岳飛一軍為「行營後護軍」，（4）劉光世一軍為「行營左護軍」，（5）吳玠一軍為「行營右護軍」。五大部之外又將王彥的「八字軍」編為「行營前護副軍」。
從1135年軍隊整編至1141年紹興和議，行營護軍是南宋的基本軍事力量，而三衙軍則剛剛組建，除楊沂中統率的殿前司部隊因由原來的神武中軍改編而成、兵力較強，其它兩部解潛統率的馬軍司部隊只有兩千騎兵，和顏漸統率的步軍司部隊都是新編無戰鬥力的部隊。主力行營護軍五大部有三個來源：一是源於南宋初年康王大元帥府的宋高宗嫡系御營軍，如張俊、韓世忠、劉光世所部，岳飛最早也屬這個系統，但因為上書被罷職而離開此軍投入張所的軍中；二是源於宗澤的東京留守司軍，這是岳飛離開王彥後加入的、和金軍戰鬥最多的部隊，是岳家軍的來源；三是源於吳玠的陝西軍，吳玠一軍原本沒有名號，在這次整編中才得到了行營右護軍的名號，被列入正規軍。岳飛和吳玠二人都不是嫡系，是純粹靠軍功起家的將領，其部隊是行營護軍中的主力，儘管人數較少，但戰鬥力最強。參知政事李邴曾對宋高宗說：「陛下即位之初，韓世忠、劉光世、張俊威名隱然為大將，今又有吳玠、岳飛者出矣。」至此，岳家軍前後更改了「神武右副軍」、「神武副軍」、「神武後軍」和「行營後護軍」四個軍號。
1135年，由於岳家軍的兵力變成了原來的三倍，岳家軍也從原先十將的編制擴充至三十將的編制，每將的平均兵力是三千多人。到紹興九年（1139年）岳家軍增至八十四將，每將的平均兵力減至一千二百餘人。
岳家軍至少有十二統制「軍」：1.背嵬軍；2.前軍；3.右軍；4.中軍；5.左軍；6.後軍；7.游奕軍；8.踏白軍；9.選鋒軍；10.勝捷軍；11.破敵軍；12.水軍。其中背嵬軍是絕對主力，名字取自韓世忠的同名統制軍；游奕是巡迴的意思；踏白是武裝偵察的意思；其他軍名都是增長士氣的軍號。
據紹興九年（1139年）統計，這十二軍共有22名統制、5名統領和252名將官分別率領，其中有正將、副將和準備將各84名。王貴任中軍統制，張憲任前軍統制，這二人是岳飛的副手，岳飛不在時可代替岳飛指揮其他統制，主持岳家軍全軍的事務；徐慶、牛皋和董先三人最為善戰；此五人是岳家軍的中堅人物。

## 军费开支
宋高宗绍兴三年（1133年），岳飞所部神武後军二万三千人，月支钱十二万三千余贯、米一万四千五百余石。翌年（1134年），岳飞收复襄阳六郡，临行前预支金五千两、银十万两、钱二十万贯、米六万石，战事结束后已支钱九十七万五千贯、米三十三万石，大大超过预计。绍兴八年（1138年），岳飞所部行营后护军十万人，月支钱五十六万贯、米七万余石，另有经营收入每年一百五十八万余贯、营田稻谷十八万余石，以佐军用。

## 主要将领
岳家军编制原分为中、前、左、右、后五军，随着兵力的增长，又增加背嵬军、游奕军、踏白军、选锋军、胜捷军、破敌军、水军等军。绍兴九年（1139年），岳家军有统制二十二人、统领五人、将官二百五十二人。其中五人最为岳飞所倚重，中军统制、提举一行事务王贵与前军统制、同提举一行事务张宪长期担任岳飞副手，常代替岳飞指挥其他统制作战。左军统制徐庆亦为岳飞爱将，始与王贵、张宪齐名，但被之后加入岳家军的牛皋、董先超越。牛皋后任左军统制、兼提举一行事务，董先任踏白军统制。